# Харрис, Джонни
Джонни Харрис (англ. Johnny Harris; род. 28 мая 1988, Юта) — американский режиссёр, журналист и ютубер. Лауреат премии «Эмми». Харрис продюсировал и вёл сериал «Границы» для Vox, дважды номинированный на премию «Эмми». В 2019 году Харрис запустил компанию Bright Trip, призванную помочь людям путешествовать с помощью видеокурсов о путешествиях.

## Биография
Харрис вырос в семье мормонов, живущих в маленьком городке штата Орегон. Он окончил Ашлендскую среднюю школу в Ашленде. В течение двух лет Харрис служил на миссии Церкви Иисуса Христа Святых последних дней в Тихуане, Мексика.
Он имеет степень бакалавра международных отношений Университета Бригама Янга и степень магистра международного мира и разрешения конфликтов Американского университета.

## Карьера

### «Границы» для Vox
«Границы» (англ. Borders) — это серия документальных короткометражных фильмов, в которых рассказывается о социально-политических проблемах в разных странах мира. Сериал дважды номинировался на премию «Эмми». Он снимался с 2017 по 2020 год.

### YouTube
Канал Харриса на YouTube был создан в июне 2011 года. После закрытия сериала «Границы» Харрис продолжал выпускать видеоролики о международных отношениях, истории и географии с применением креативной визуальной графики, которые он публиковал на своём собственном канале. Он также выпускал видео для The New York Times.
По состоянию на март 2022 года YouTube-канал Харриса насчитывает 2,5 миллиона подписчиков.

### Фриланс
9 ноября 2021 года Харрис был указан как продюсер видео в статье, опубликованной в газете The New York Times. Впоследствии эта работа принесёт Харрису премию «Эмми».

## Список сезонов «Границ»
Харрис был продюсером и ведущим документального сериала «Границы» для Vox, который транслировался в период с 2017 по 2020 год. В сериале исследуются международные отношения и их влияние на людей. В эфир вышло всего 4 сезона, так как 5 сезон был отменен в 2020 году.
| Сезон | Эпизоды | Эфир           | Эфир                | Эфир           | Локации  |
| Сезон | Эпизоды | Начало вещания | Прекращение вещания | Режиссёр       | Локации  |
| ----- | ------- | -------------- | ------------------- | -------------- | -------- |
| 1     | 6       | 22 мая 2017    | 14 октября 2017     | Vox Media Inc. | Разные   |
| 2     | 5       | 11 июля 2018   | 15 августа 2018     | Vox Media Inc. | Гонконг  |
| 3     | 5       | 22 ноября 2018 | 18 декабря 2018     | Vox Media Inc. | Колумбия |
| 4     | 5       | 26 июнь 2019   | 24 июль 2019        | Vox Media Inc. | Индия    |
| 5     | -       | Релиз отменён  | Релиз отменён       | Vox Media Inc. | США      |

## Личная жизнь
У Харриса и его жены Иззи есть двое сыновей: Оливер и Генри. Харрис вырос как мормон, но позже он покинул Церковь Иисуса Христа святых последних дней.